# 二幸
株式会社二幸（にこう）は、かつて食品の加工・卸売事業を行っていた、三越グループの企業。現在のエムアイフードスタイルの前身企業の一つである。群馬県伊勢崎市の同名の企業とは直接の関係はない。

## 歴史
1927年7月7日、東京・日本橋品川町で「株式会社二幸商会」として設立した。社名は古事記の山幸彦と海幸彦の物語から採られた。創立目論見書には、「1.チェーンストアの事 2.調理販売の事 3.仕入れに関する事 4.卸売りの事 5.当商会の要綱」が記されており、セントラルキッチンや産地直送販売、地方物産の頒布会が構想として盛り込まれている。同年11月1日に品川町調理場を開設し、三越本店大食堂の営業を開始した。1928年5月10日に開設した蒲田工場では、アイスクリームや佃煮、飲料水等の製造を始めた。1929年1月9日に中野の中新井に精米工場を開設した。5月18日に開設した練馬工場では化粧石鹸の製造を行い、1931年12月からはクリーニング業も始めた。6月15日には西宮工場を開設し、大阪と神戸の三越にアイスクリームを供給した。同年9月20日には、築地市場にほど近い木挽町に調理場を新設した。和・洋・中華の調理品や和菓子・洋菓子の製造、コーヒー豆の焙煎や鮮魚の加工などを行った。
関東大震災後の市民の買い物の利便のため1923年10月28日に新宿追分に開設したマーケットは三越新宿分店と名を変え、1925年10月1日に新宿駅東口の駅前に地上5階・地下1階の店舗を建設し移転した。1930年10月10日には新宿通り沿いの地上8階・地下3階の新店舗に再移転した。旧店舗は、同年12月1日に二幸商会新宿店として開店した。1931年2月20日には、社名を「株式会社二幸」に変更している。1931年2月25日、中野の精米工場隣接地に漬物工場を新設し、蒲田で行っていた漬物の製造を移管した。蒲田工場では、同年9月よりハム・ソーセージの製造を開始した。1932年10月1日に玉電渋谷駅直結の渋谷店を開店したが、戦時下の物資不足のため1939年6月20日に閉店した。1936年には二幸の本社機能を新宿店に移転した。
1937年に霞ヶ浦の北の茨城県新治郡牛渡村に蒲田工場の分工場を開設した。蒲田工場に送るワカサギなど淡水魚の下煮を行った。茨城県内には1943年にも稲敷郡阿見村（現在の阿見町）に養豚場を開設し、二幸が運営する霞ヶ浦海軍航空隊の食堂の残飯を使用して飼育を行った。
第二次世界大戦へ向けて戦時色が濃厚になり、牛乳や乳製品の統制が始まると、自給自足を目指し1939年に横浜市港北区下田町の牧場を買収した。港北牧場として、1969年に閉鎖するまで酪農品の生産を行った。1942年10月には企業統合令により、12社を統合した関東缶詰株式会社を設立した。1945年4月15日には、東京大空襲により創業時からの主力工場である蒲田工場の大部分を焼失した。
1952年11月5日、洋食缶詰第1号となる「関東印カレーライスの素」の発売を開始した。翌1953年5月18日には「サンタ」のブランドを商標登録した。1956年からは南極地域観測隊の食料調達業務を受託した。
新宿三越内にあった診療所は1954年12月16日に二幸新宿店4階・5階に移転した。1958年6月17日、木挽町調理場を拡充し地下2階・地上4階建て（1963年に5・6階を増築）の銀座工場として完成させ、蒲田工場の業務を移管するとともに、本社機能を新宿から移した。1960年10月1日、新宿店の増改築工事が完成した。北側に増築するとともに、歌舞伎町口と地下鉄口を新設した。地下1階の食品売り場から3階の食堂までエスカレーターを設置した。この時増築した北側部分は2024年現在も新宿アルタの北側部分として現存している。
1965年4月、洋菓子や喫茶室のブランド「SiBelle（シベール）」の商標を登録した。1967年からは郊外の住宅団地でのチェーンストア事業に進出し、12月2日に千葉県船橋市の習志野台団地に千葉習志野ストアを開店した。翌1968年9月20日に千葉市に花見川ストア、同12月1日には東京都東久留米市に滝山ストアを開店した。この3店舗は1979年に三越に移管され、三越エレガンスとなったがのちに閉店している。1972年に関東缶詰を吸収合併し、国際食品開発株式会社を設立した。1982年11月1日には、社名を国際食品開発から株式会社二幸に復帰させた。
1978年2月28日、新宿本店が閉店した。跡地には、1980年4月1日に三越やフジテレビジョンなどが出資して新宿アルタが開業した。1991年7月23日には、中央区豊海町に新社屋「豊海二幸ビル」が竣工し、これを機にコーポレートアイデンティティを制定した。2003年に、株式会社二幸（旧法人）と、二幸が全額出資する株式会社レストラン二幸、株式会社ハーティーミートの3社を統合した。
親会社である三越は2011年4月1日に伊勢丹と経営統合する。これに合わせ、二幸を存続会社としてクイーンズ伊勢丹と統合し三越伊勢丹100%出資の株式会社三越伊勢丹フードサービスとなる。2018年には丸の内キャピタルが66%を出資する株式会社エムアイフードスタイルに食品事業を継承した。

## 事業・商品
レストラン事業では、1975年の沖縄国際海洋博覧会に食堂を開設したほか、1991年には東京都庁舎の議会レストランを運営した。
「シベール」ブランドのブランデーケーキは、1976年10月の発売開始以来、40年を超えるロングセラー商品として発売が続けられている。「Santa印」のビーフカレー缶詰は、1961年2月17日にNHK総合テレビジョンの「茶の間の科学」で、落合工場での製造風景が中継されたほか、同年4月の「暮しの手帖」では最優良品として推奨された。
「二幸」のブランドは、エムアイフードスタイルによる三越日本橋本店・銀座店の店内店舗「精肉の二幸」「鮭と魚卵の二幸」で2021年現在も使用している。2020年には、二幸の名を冠した「新宿二幸 大食堂の味」パスタソースを発売開始した。

## 工場
1958年完成の銀座工場、1963年完成の仙台工場、1967年完成の高松工場と茨城県古河市（旧・猿島郡総和町）の総和工場、1970年完成の札幌工場と松山工場、1973年完成の豊海工場、1974年完成の三島工場、1986年完成の船橋工場などがあった。2021年現在、エムアイフードスタイルでは総和工場、船橋加工センターと立飛工場が稼働している。